# Jessie Buckley
 (juillet 2019).
Si vous disposez d'ouvrages ou d'articles de référence ou si vous connaissez des sites web de qualité traitant du thème abordé ici, merci de compléter l'article en donnant les références utiles à sa vérifiabilité et en les liant à la section « Notes et références ».
Pour les articles homonymes, voir Buckley (homonymie).
Jessie Buckley, née le 28 décembre 1989 à Killarney, est une actrice et chanteuse irlandaise.
Révélée en 2016 par son second rôle dans la mini-série Guerre et Paix adaptée du roman éponyme, c'est une actrice qui s'est imposée rapidement dans de nombreux projets indépendants. Elle est notamment apparue dans les films à succès : Jersey Affair, Wild Rose, et enfin The Lost Daughter qui lui a permis de décrocher sa première nomination à l'Oscar de la meilleure actrice dans un second rôle, en janvier 2022.
Également actrice de théâtre : elle s'est illustrée dans de nombreuses comédies musicales sur scène dont Cabaret aux côtés du comédien Eddie Redmayne. Son rôle de Sally Bowels lui a permis de remporter le Laurence Oliver Award de la meilleure actrice dans une comédie musicale en 2022.

## Biographie
Jessie Buckley est née à Killarney, dans le comté de Kerry, l'aînée de cinq enfants, un garçon et quatre filles. Sa mère Marina Cassidy, professeure de chant, l'encourage et lui apprend le chant.
Elle suit un enseignement secondaire dans l'école religieuse pour filles Ursuline Secondary School à Thurles, où sa mère travaille comme coach vocal.
Elle étudie le piano, la clarinette et la harpe à la Royal Irish Academy of Music. Elle est également membre du Tipperary Millennium Orchestra. Elle participe aux ateliers d'été de l'Association des sociétés de musique irlandaise (AIMS) pour améliorer son chant et ses performances d'actrice ; c'est là qu'elle est reconnue comme une actrice talentueuse et encouragée à postuler à l'école d'art dramatique de Londres. Juste avant d'auditionner pour I'd Do Anything, elle est refusée par deux écoles de théâtre, dont une la veille de sa première audition pour le spectacle. En 2008, Jessie Buckley remporte le prix AIMS de la meilleure actrice pour son interprétation de Julie Jordan dans la production de Carousel par la Killarney Musical Society.
Jessie Buckley arrive deuxième, en 2008, au jeu de télé-réalité I'd Do Anything (Je ferais n'importe quoi) diffusé par la BBC. Elle joue ensuite le rôle d'Anne Egermann dans le West End Revival de Stephen Sondheim (A Little Night Music).

### Débuts prometteurs (2014-2019)
La carrière d’actrice de Jessie Buckley démarre réellement en 2016. Alors qu’elle est encore inconnue du grand public : le scénariste et réalisateur britannique Andrew Davies (spécialistes d’adaptations d’œuvres classiques) l’a choisie pour jouer dans sa prochaine adaptation sérielle de Guerre et Paix. Découpée en six épisodes la fiction retrace, tout comme dans le roman, les péripéties de plusieurs familles aristocrates russes sous les guerres napoléoniennes. Elle y tient alors le rôle secondaire de Maria Bokonlsky, une princesse un peu effacée qui a beaucoup de ferveur pour la religion. Projet ambitieux qui coûta plusieurs millions à la chaîne de télévision anglaise : Guerre et Paix permettra à la jeune femme de jouer face à de nombreux autres comédiens reconnus alors, comme Lily James, Gillian Anderson, Paul Dano, Jim Broadbent ou encore James Norton. Vivement critiquée lors de sa sortie en Russie, l’œuvre connaît un joli succès en Europe et aux États-Unis. Les critiques seront favorables dans leur ensemble saluant la précision de la reconstitution et la distribution.
C'est en regardant la mini-série que Michael Pearce, futur réalisateur du thriller Jersey Affair a l'idée de confier à la jeune comédienne le rôle principal de son prochain film. À la sortie en salles de son long-métrage, il explique s'être tourné vers la comédienne pour sa capacité à s'effacer derrière son rôle mais aussi à exprimer à la fois les tensions et les doutes que subit le personnage de Molly. Véritable succès critique et commercial : le thriller impose la jeune comédienne comme le nouveau talent à suivre dans les prochaines années. Cette dernière fait ensuite un grand saut dans les genres en interprétant le rôle titre de la comédie musicale Wild Rose. Elle y incarne une mère célibataire en plein déboires sentimentaux qui tente difficilement de se relever et qui se lance dans la musique sur un coup de tête. Pour ce long-métrage, elle retrouve Tom Harper qui l'avait déjà dirigée dans quelques épisodes de Guerre et Paix. 
Bien qu'elle ne soit au départ pas le premier choix des producteurs, l'actrice a réussi à s'imposer avec l'aide de son réalisateur.Après que ces derniers ont décidé de lui faire confiance malgré tout, Jessie Buckeley se met à suivre un entrainement strict. Elle reprend des cours de chant avec un coach vocal et travaille jusque tard dans la nuit pour perfectionner son jeu. Le résultat s'avèrera payant puisque la comédie musicale est à nouveau un beau succès pour la jeune première. Elle décrochera même une première nomination au BAFA de la meilleure actrice pour son rôle l'année suivante.
Elle enchaîne par la suite avec deux autres projets très ambitieux. On la retrouve en premier lieu au casting de la minisérie dramatique Chernobyl qui retrace les tragiques évènements arrivés dans cette ville durant la guerre froide. Produite par HBO, la minisérie demanda un budget important pour sa reconstitution, sa distribution et surtout ses effets spéciaux. L'actrice et chanteuse irlandaise y incarne alors l'épouse d'un pompier mort lors de l'accident - aux côtés de Stellan Skarsgård, Emily Watson ou encore Jared Harris. Bien accueillie par la presse étrangère et nationale, elle glane quatre nominations aux Goldens Globes et aux Emmys Awards. La minisérie provoque toutefois quelques polémiques. La véritable Lyudmilla Ignatenko qu'incarne à l'écran Buckley s'en prend ainsi violemment à l'ensemble de l'équipe et en particulier à la comédienne.
Enfin, Jessie Buckley partage l'affiche avec l'actrice britannique Renée Zellweger dans le film musical biographique Judy signée Rupert Gold qui retrace les derniers jours d'une ancienne gloire des années trente, Judy Garland. Le long métrage fonctionne bien malgré une nouvelle polémique. En effet, l'actrice et chanteuse Liza Minelli (fille de l'artiste) désapprouve la sortie de ce biopic sans en appeler pour autant au boycott.
Elle prête aussi ses traits à la reine Victoria dans le film fantastique Le Voyage du Docteur Dolittle avec Robert Downey Jr, la française Marion Cotillard, Emma Thompson ou encore Octavia Spencer produit par la Universal Studios. Ce dernier est un véritable flop critique et commercial[réf. nécessaire].

## Performances dansI'd Do Anything
| Prestation              | Titre musical                                                                    |
| ----------------------- | -------------------------------------------------------------------------------- |
| Première semaine        | River Deep, Mountain High                                                        |
| Deuxième semaine        | Killing Me Softly                                                                |
| Troisième semaine       | One Night Only de la comédie musicale Dreamgirls                                 |
| Quatrième semaine       | Why Do Fools Fall in Love                                                        |
| Cinquième semaine       | Stop!                                                                            |
| Sixième semaine         | The Man That Got Away de Une étoile est née                                      |
| Septième semaine        | Fighter                                                                          |
| Huitième semaine        | How Do I Live (en)                                                               |
| Neuvième semaine        | What I Did for Love de la comédie musicale A Chorus Line                         |
| Dixième semaine (final) | The First Time Ever I Saw Your Face The Man That Got Away As Long as He Needs Me |

## Filmographie

### Cinéma

#### Années 2010
- 2014 : Jack et la mécanique du cœur de Stéphane Berla et Mathias Malzieu : Luna (voix anglaise)
- 2018 : Jersey Affair de Michael Pearce : Moll Huntingdon
- 2018 : Wild Rose de Tom Harper : Rose-Lynn Harlan
- 2019 : Judy de Rupert Goold : Rosalyn Wilder

#### Années 2020
- 2020 : Le Voyage du Docteur Dolittle (Dolittle) de Stephen Gaghan : Reine Victoria
- 2020 : Miss Révolution (Misbehaviour) de Philippa Lowthorpe : Jo Robinson
- 2020 : Je veux juste en finir (I'm Thinking of Ending Things) de Charlie Kaufman : Lucy / Louisa / Lucia / Ames
- 2021 : Un espion ordinaire (The Courier) de Dominic Cooke : Sheila Wynne
- 2021 : The Lost Daughter de Maggie Gyllenhaal : Leda Caruso (jeune)
- 2021 : Romeo & Juliette de Simon Godwin : Juliette Capulet
- 2022 : Women Talking de Sarah Polley
- 2022 : Men d'Alex Garland : Harper
- 2023 : Fingernails de Chrístos Níkou : Anna [10]
- 2024 : Scandaleusement vôtre de Thea Sharrock: Rose Gooding [11]
- 2025 : Hamnet de Chloé Zhao : Agnes Shakespeare
- 2026 : The Bride de Maggie Gyllenhaal : la femme du monstre de Frankenstein

#### Courts métrages
- 2011 : Join My Band de Naomi Wright : Stella
- 2012 : Crosswinds de Tory Bykowski-Newton et Joe Goudreault : Jessie
- 2017 : Red Light de Joe Marcantonio : Kelly
- 2018 : Pulsar d'Aurora Fearnley : Cassa
- 2019 : A Battle in Waterloo d'Emma Moffat : Ellen

### Télévision

#### Séries télévisées
- 2010 - 2011 : This September : Emily Strong
- 2014 : Les enquêtes de Morse (Endeavour) : Kitty Batten
- 2016 : Guerre et paix (War and Peace) : Marie Bolkonskaïa
- 2017 : Taboo : Lorna Bow
- 2017 : The Last Post : Honor Martin
- 2018 : The Woman in White : Marian Halcombe
- 2019 : Chernobyl : Lyudmilla Ignatenko
- 2020 : Fargo : Oraetta Mayflower

### Jeux vidéo
- 2022 : The Dark Pictures: The Devil in Me : Kate Wilder (voix et modèle)

## Distinctions

### Récompenses
- AIMS Awards 2008 : Meilleure actrice
- British Independent Film Awards 2018 : nouveau venu le plus prometteur pour Jersey Affair
- 2022 : Laurence Oliver Award de la meilleure actrice dans une comédie musicale pour Cabaret[12]

### Nominations
- 2020 : BAFTA de la meilleure actrice pour Wild Rose
- 2022 : 
  - Oscar de la meilleure actrice dans un second rôle pour The Lost Daughter
  - BAFA de la meilleure actrice dans un second rôle pour The Lost Daughter